# Східна Карелія

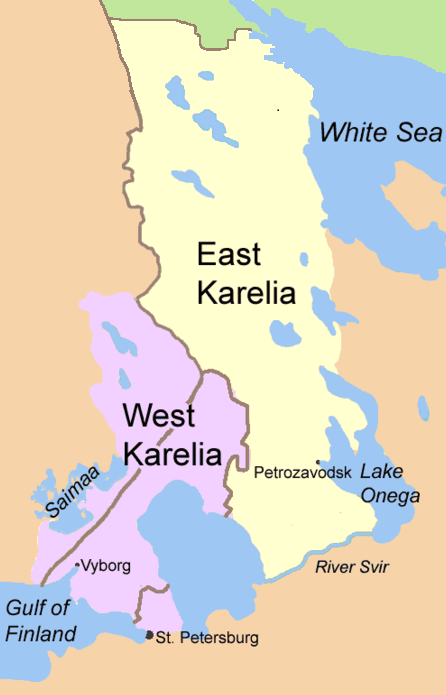
Східна Карелія (жовта) і Західна Карелія з межами 1939 і 1940/1947 років.

Східна Карелія (іноді Російська Карелія) — частина Карелії, яка після укладення Столбовського миру в 1617 році залишилась під владою Росії і православної церкви. Інша, західна частина Карелії, залишилася належати Швеції і лютеранській церкві Швеції, та називалася Шведською Карелією, а після 1808 року — фінської Карелією. Зараз Східна Карелія становить центральну частину російського суб'єкта Республіка Карелія.
Територія регіону обмежується на півдні річкою Свір, а на сході Онезьке озеро (без Заонежського півострова), Вигозером і Білим морем.
Східна Карелія історично поділяється на:
- Біломорську Карелію, яка заселена вихідцями з Північної та Пріладожської Карелії, що говорять, як і тверські карели, діалектом, який називається власне карельським;
- Олонецьку Карелію, де поширений ліввіківський діалект;
- Онезька Карелія, де поширений людиківський діалект, проміжний між карельським і ліввіківським діалектами.

Ліввіки становлять більше половини східних карелів, біломорці — близько третини, людики — трохи більше однієї десятої.